# Gaetano Moska
Gaetano Moska (1. april 1858 – 8. novembar 1941) bio je italijanski politički naučnik, novinar i državni službenik. Njemu se pripisuje razvijanje elitističke teorije i doktrine političke klase. Moska je jedan od tri člana italijanske škole Elitist, zajedno sa Vifredom Paretom i Robetom Mihelsom.

## Život
Rođen je 1858. godine na Siciliji, u srednje-buržoaskoj porodici nadahnutoj liberalnim idejama. Moska je diplomirao na pravnom fakultetu u Palermu 1881. godine. 1887. godine se preselio u Rim i zauzeo mesto urednika u Domu poslanika Republike Italije. Povremeno je podučavao u Palermu i Rimu. Postao je profesor ustavnog prava na univerzitetu u Torinu 1896. godine. Bio je na ovoj poziciji sve do 1924. godine. Zatim se trajno premestio u Rim i zauzeo mesto profesora javnog prava na univerzitetu u Rimu. Moska je tokom svog života bio na još nekoliko akademskih pozicija.
Године 1909, godine Moska je izabran u Domu poslanika Republike Italije u kojoj je sluzio do 1919. godne. Za to vreme radio je kao podsekretar za Kolonije od 1914. do 1916. godine. 1919. godine Moska je imenovan za senatora Italije od strane kralja Viktora Emanuela. Njegov poslednji govor u Senatu bio je napad na italijanskog lidera fašista Benita Musolinija. Aktivno je služio na ovom mestu sve do 1926. godine. Tokom diktature fašista, Moska se posvetio podučavanju i istraživanju. 1925. godine je potpisao Manifest antifašističkih intelektualaca.
Za to vreme, Moska je radio takođe i kao politički novinar za Korijere dela Sera (Corriere della Sera) u Milanu (nakon 1901. godine) i za Tribunu u Rimu od 1911. do 1921. godine.
Međutim, Moska je zapravo najpoznatiji po svojim teorijskim radovima u oblasti politike. Njegove najvažnije političke teorije su Teorija vlasti i parlamentarna vladavina objavljena 1884. godine, Vladajuća klasa objavljena 1896. godine i Istorija političkih doktrina objavljena 1936. godine. U ovim i drugim spisima, a posebno u Vladajuća klasa, tvrdio je - suprotno većinskim teorijama - da društvima obavezno upravlja manjina: vojnička, sveštenička, ili naslednih oligarhija ili aristokratija bogatstva ili zasluga. On je pokazao nepristrasnu nezainteresovanost za najrazličitije političke filozofije. Za njega su Božija volja, volja naroda, suverena volja države i diktatura proletarijata bili mitski.

## Politička učenja
Doktrina Gaetana Moske može se razumeti kao nastavak one linije teorijskog mišljenja koja započinje sa Makijavelijem, a vodi preko Rusoa, Điskardinija do Sen-Simona, Tejna i Gumploviča.
Moskin doprinos političkoj nauci je zapažanje da u svim društvima, od najprimitivnijih, vlada numerička manjina. On je nazvao ovu manjinu političkom klasom. To znači da svako društvo može biti podeljeno na dve socijalne klase: na onu koja vlada i onu kojom se vlada. Za Mosku je ovo oduvek bilo tačno, jer je smatrao da bez političke klase nema vladanja. Moska je smatrao da se njegova ideja političke klase može primeniti na sve režime.
Svoje osnovne ideje o političkoj klasi Moska je izložio još kao dvadesetšestogodišnji mladić 1884. godine u knjizi „Teorija vlasti i parlamentarna demokratija“ („Teorica dei governi e governo parlamentare“). Ne postoje kaže Moska, monarhije, aristokratije i demokratije (kako je mislio Aristotel) – to su samo prividi. U svim društvima postoji samo manjina koja vlada i većina koja se pokorava. „U svakom vremenu i na svakom mestu, sve ono što u vlasti predstavlja odlučivanje, vršenje moći, što uključuje komandovanje i odgovornost, uvek je atribut jedne posebne klase, čiji elementi formiranja, s obzirom na vekove i zemlje, mogu, istina, veoma da se razlikuju, ali koju, bilo kako formirana, uvek sačinjava, u odnosu na masu podanika kojima se nameće, jedna neznatna manjina.
U svom prvom delu, „Teorija vlasti i parlamentarna demokratija“, Moska je vrlo kritičan u odnosu na parlamentarnu demokratiju. Za parlamentarizam on kaže da je jedan od najgorih tipova političke organizacije u kojem neodgovorna i anonimna tiranija elemenata koji su prevladali na izborima govori i vlada u ime naroda. Međutim, u svom glavnom delu „Elementi političke nauke“, Moska izlaže svoju teoriju političke klase i političke formule na mnogo umereniji, detaljniji i sistematičniji način. U „Elementi političke nauke“ on će reći da se istinska moralna garantija reprezentativne vladavine može naći u javnim diskusijama koje se odvijaju u skupštinama. Da se iz oštrog kritičara parlamentarizma preobratio u vreme Musolinijevog fašizma u zagovornika odbrane parlamentarne demokratije govori i podatak da se Moska povukao iz aktivnog političkog života 1925. godine, zbog sukoba sa fašistima povodom njihove namere da ukinu parlamentarni sistem.
Formulisanje ideje o političkoj klasi prošlo je kod Moske kroz dve faze. U prvoj, napuštajući aristotelovsku poziciju, utvrdio je da u svakom politički organizovanom društvu postoji vladajuća klasa, to jest klasa onih koji drže i vrše javnu moć i koji su uvek manjina, a ispod njih brojne klase ljudi koje nikad u realnom smislu ne učestvuju u vlasti, već su joj samo podložne, pa ih on naziva klasa kojom se vlada. U kasnoj fazi Moska je nastojao da izbegne oštru dihotomnu podelu na vladajuću klasu i klasu kojom se vlada, uvodeći u vladajuću formaciju podelu na dve grupe: jednu sastavljenu od zvaničnika koji su na vlasti i drugu mnogo širu, sastavljenu od izvršilaca koji prenose, komuniciraju i posreduju naređenja od vrhova vlasti ka masama kojima se vlada.
Uprkos tome što je njegova teorija ispravno okarakterisana kao elitistička treba primetiti da je njena osnova daleko drugačija od Elita vlasti koju je napisao Čarls Rajt Mils. Za razliku od Milsa i kasnijih sociologa, Moska je imao za cilj da razvije univerzalnu teoriju političkog društva, a njegova teorija političke klase odražava ovaj cilj.
Moska je definisao moderne elite zbog njihovih superiornih sposobnosti organizacije. Te organizacione sposobnosti su veoma korisne u sticanju političke moci u modernom birokratskom društvu. Ipak, Moskina teorija je bila slobodnija od elitističke teorije Pareta, na primer, jer po Moskinom zapažanju elite nisu nasledne prirode i ljudi iz svih drustvenih slojeva mogu teorijski postati elita, a kada se to dogodi reprodukcija vlasti je definisana kao demokratska. Kada se zamena članova izvrši unutar elite, reprodukcija vlasti je definisana kao aristokratska. Takođe je doprineo teoriji kruženja elita koja predstavlja dijalektičku teoriju konstantnog takmičenja izmedju elita, gde jedna elitna grupa smenjuje drugu tokom vremena. Ta teorija je proizašla iz njegove materijalističke ideje o istoriji kao sukobu izmedju klasa (Marks), kao konfliktne prirode politike smatrane kao borbe za sticanje i raspodelu moći (Makijaveli) i na kraju iz neegalitarne i hijerarhijske strukture društva. Za razliku od Marksa, Moska nema linearni koncept vremena, nego kružni kao u klasičnoj političkoj teoriji koja se sastoji od neprekidnog kruženja između sukoba i zamena elite. Za Mosku dihotomna struktura društva neće biti rešena revolucijom.

## Objavljena dela
Glavno delo Gaetana Moske Elementi političke nauke (Elementi di scienza politica) publikovano je 1896. godine (dopunjeno izdanje 1923. godine), a prevedeno na engleski pod naslovom Vladajuća klasa (The Ruling Class) 1939. godine.
Pored ovog dela, Moska je napisao i mnoga druga dela poput Teorija vlasti i parlamentarna vlast (Sulla teorica dei governi e sul governo parlamentare) , koje predstavlja njegovo prvo delo, kao i Istorija političkih doktrina(Storia delle dottrine politiche). Zatim, Kratka istorija političke filozofije (A short history of political philosophy), Šta je mafija? (What is Mafia: Cosa è la Mafia), Partije i sindikati u krizi parlamentarnih režima (Partiti E Sindacati Nella Crisi Del Regime Parlamentare), Ustavno pravo (Derecho Constitucional)...

## Spoljašnje veze
- Vladajuća klasa
- Kratka istorija političke filozofije
- Partije i sindikati u krizi parlamentarnih režima
- Ustavno pravo